# Chris Broderick
Christopher Alan Broderick (Lakewood, 6 marzo 1970) è un chitarrista statunitense.
È meglio conosciuto come l'attuale chitarrista della band melodic death metal svedese In Flames e come l'ex chitarrista solista della band heavy metal americana Megadeth. È anche il primo chitarrista e tastierista dei Jag Panzer, apparendo in sei dei loro album (The Age of Mastery, Thane to the Throne (un concept album sul Macbeth di Shakespeare), Mechanized Warfare, The Era of Kings and Conflict, la compilation Decade of the Nail Spiked Bat e Casting the Stones) prima di passare ai Megadeth, sostituendo Glen Drover. Prima di unirsi ai Jag Panzer, è stato anche un chitarrista itinerante per i Nevermore tra il 2001 e il 2003 e poi di nuovo tra il 2006 e il 2007. Ora è il chitarrista principale degli Act Of Defiance, che ha formato con il collega ex-Megadeth Shawn Drover.

## Biografia
Chris cominciò a suonare la chitarra quando aveva 11 anni. I suoi stili di musica includono thrash metal, heavy metal, neoclassical metal, musica classica, blues e jazz. Disse inoltre di praticare 14 ore al giorno durante le sue estati da adolescente divise in 4 ore di chitarra elettrica, 4 ore di chitarra classica, 4 ore di pianoforte e 2 ore di violino sotto una rigida routine quotidiana, e che a quel tempo sembrava più un "lavoretto" che un hobby.
È stato un chitarrista straordinario nella scena musicale di Denver dal 1988 nei gruppi di Gray Haven, Industrial Eden (chitarrista/vocalist) e Killing Time. Ha inoltre conseguito una laurea in musica classica per chitarra presso la Lamont School of Music dell'Università di Denver. È anche interessato alla chitarra flamenca e considera Paco de Lucia il suo chitarrista preferito.

### Jag Panzer (1997-2008)
Nel 1997, il chitarrista Joey Tafolla lasciò i Jag Panzer per la seconda volta, citando una mancanza di interesse nel suonare heavy metal. Per la band, questo fu un grosso problema. Il lavoro di chitarra di Tafolla era complesso e tecnico, e per quanto ne sapevano, pochi chitarristi potevano comprenderlo. Quello fu il momento in cui Chris venne portato nell'ovile dei Jag Panzer e rimase con loro per quasi un decennio.
Ha suonato in quattro album della band, i quali sono The Age of Mastery del 1998, Thane to the Throne del 2000 (un concept album sul Macbeth di Shakespeare), Mechanized Warfare del 2001, la compilation del 2003 Decade of the Nail Spiked Bat e Casting the Stones del 2004.

### Nevermore (2001-2003, 2006-2007)
Durante il periodo di tempo 2000-2003 e in parte nel 2004, Chris partecipò agli spettacoli dal vivo della band heavy metal Nevermore. Dopo l'uscita dell'album This Godless Endeavour, ha iniziato ancora una volta a fare un tour con i Nevermore, nel periodo 2006-2007, fino a quando si è unito ai Megadeth nel 2008.

### Megadeth (2008-2014)
Alla fine del 2007 circolavano voci che il chitarrista dei Megadeth Glen Drover avesse lasciato la band. Ciò si è dimostrato essere vero dopo le dichiarazioni rilasciate dal frontman dei Megadeth Dave Mustaine e dallo stesso Drover. La notte dopo che le dichiarazioni furono rilasciate, il batterista dei Megadeth Shawn Drover vide in Chris un possibile sostituto. Shawn mostrò poi a Dave un video di Chris che suonava sia chitarra classica che elettrica. Dave rimase immediatamente conquistato e presto riuscì a entrare in contatto con Chris. Due settimane dopo, Broderick venne ufficialmente dichiarato il nuovo chitarrista dei Megadeth.
Il suo debutto dal vivo con la band è stato il 4 febbraio 2008 in Finlandia, durante il Gigantour 2008.
Ha poi registrato le parti di chitarra per gli album in studio Endgame, Thirteen e Super Collider e i live Blood in the Water: Live in San Diego, Rust in Peace Live, The Big 4 Live from Sofia, Bulgaria e Countdown to Extinction: Live. A causa del lungo tour con Megadeth non è più stato in grado di collaborare con i Jag Panzer e i Nevermore. Dave Mustaine ha detto che durante la collaborazione con Broderick gli è sembrata come quando "Ozzy Osbourne ha incontrato Randy Rhoads". L'8 marzo 2009, Dave ha commentato che a suo parere Chris fosse il più grande chitarrista dei Megadeth.
Il 25 novembre 2014, Chris ha pubblicato un messaggio sul suo sito Web che diceva che si stava separando da Megadeth. "A causa di differenze artistiche e musicali, è con grande dispiacere che annuncio la mia partenza dai Megadeth per perseguire la mia direzione musicale. Voglio che tutti voi sappiate quanto apprezzo l'ammontare che voi, i fan, avete accettato e rispettato come un membro della band negli ultimi sette anni, ma è tempo per me di andare avanti. Auguro a Dave e a tutti i Megadeth il meglio. Sto lavorando su alcune delle mie cose e spero che quando usciranno, voi le apprezzerete tutti. "

### Act Of Defiance (2014-oggi)
Dopo aver lasciato i Megadeth, Broderick e il batterista Shawn Drover, hanno formato gli Act Of Defiance, insieme all'ex frontman di Scar the Martyr Henry Derek Bonner e all'ex bassista di Shadows Fall Matt Bachand. Allo stesso tempo, dal 2020 è anche il chitarrista degli In Flames.

## Strumentazione
Chris è stato endorser di chitarre Ibanez e pick-up DiMarzio (modelli neck e bridge del D Activator 7) insieme a amplificatori ENGL e corde Ernie Ball Slinky.
Prima di utilizzare le chitarre Ibanez, ha usato delle chitarre Schecter con pick-up Seymour Duncan. In passato ha anche utilizzato dei pick-up Bare Knuckle, principalmente i modelli Coldsweat e Nailbomb. Nonostante l'endorsment con ENGL, ha usato dei Marshall (il JVM 410 e il EL34) durante la sua permanenza in Megadeth, su richiesta di Mustaine.
Nel gennaio 2011, Chris lascia Ibanez ed è ora endorser della Jackson. Suona una Soloist customizzata e prodotta secondo le sue personali esigenze, la Jackson Broderick Soloist, disponibile in varie versioni, colori e fasce di prezzo, a 6 o 7 corde e pick-up DiMarzio. Sta inoltre realizzando un altro modello customizzato.
Come plettri, Chris usa principalmente Dunlop Jazz III e Tortex Sharp personalizzati. Usa inoltre le sue Pick Clips, dei particolari "reggi plettri" che utilizza per tenere il plettro attaccato al pollice, che gli consentono di passare agevolmente dalle pennate al fingerstyle o al tapping, senza farlo cadere. Questo prodotto può essere trovato sul suo personale sito web.

## Gruppi
- Jag Panzer - 1997 – 2008
- Nevermore - 2001 – 2003, 2006–2007
- Megadeth - 2008 – 2014
- Act Of Defiance - 2014 – presente

## Discografia

### Jag Panzer
- The Age of Mastery (1998)
- Thane to the Throne (2000)
- Mechanized Warfare (2001)
- The Era of Kings and Conflict (2002)
- Decade of the Nail Spiked Bat (2003)
- Casting the Stones (2004)

### Megadeth
- Blood in the Water: Live in San Diego (2008)
- Endgame (2009)
- Rust in Peace Live (2010)
- The Big 4 Live from Sofia, Bulgaria (2010)
- Thirteen (2011)
- Super Collider (2013)
- Countdown to Extinction: Live (2013)

### Nevermore
- The Year of the Voyager (2008)

### Act Of Defiance
- Birth and the Burial (2015)
- Old Scars, New Wounds (2017)